# Козелец (растение)
Козеле́ц, или Скорцоне́р (лат. Scorzonera) — род многолетних растений семейства Астровые (Asteraceae). Распространены от Средиземноморья до Восточной Азии, главным образом в засушливых регионах. Число видов — около трехсот.
Наиболее известный вид — Козелец испанский (Scorzonera hispanica): во многих странах это растение культивируется как овощ.

## Название
По одной из версий научное название рода происходит от итал. scorzonera от итал. scorza — «кора» и nera — «чёрная», что относится к чёрной наружной окраске корней козельца. По другой версии, это название происходит от Escorzonera — испанского названия козельца испанского, образованного от исп. escorzon «ядовитая змея, змеиный яд», корень употребляется в Испании как средство против укуса змей. Либо в начале XVII века от итал. scorzone, производного от лат. curtio — «ядовитая змея», от яда которой спасало это растение.
В литературе и интернет источниках часто встречаются искаженные варианты названия, такие как Скорцонера и Скорционер. Тривиальные русскоязычные названия: Чёрный корень, Чёрная морковь, Сладкий испанский корень, Зимняя спаржа.

## Биологическое описание
Представители рода — травянистые растения, иногда полукустарники.
Листья линейные или линейно-ланцетные, цельнокрайные.
Цветки жёлтые, реже розовые, язычковые, собраны в корзинки и окружены многорядной обёрткой с неравными, зелёными черепитчато расположенными листочками; наружные — яйцевидные, внутренние — ланцетные, по краям перепончатые.
Семянки линейно-цилиндрические, с летучкой, состоящей из рыжеватых перистых волосков, внутренняя часть которых имеет продолжение в виде более или менее короткой зазубренной ости.

## Консортивные связи
Является кормовым растением для жуков Agapanthia fallax.

## Применение в кулинарии
Корни испанского козельца пригодны для еды в свежем виде или могут использоваться для приготовления горячих блюд. При тепловой обработке приобретает особый вкус и придаёт его готовому блюду. Можно добавлять в супы, тушить с другими овощами, варить, консервировать. Может использоваться как приправа к рыбе и мясу.

## Классификация

### Таксономия[3]
Scorzonera L., 1753, Sp. Pl. : 790
Род Козелец относится к семейству Астровые (Asteraceae) порядка Астроцветные (Asterales). Кладограмма в соответствии с Системой APG IV:
|  |                                      |  |                                   |                                   |                    |  | ещё 10 семейств |               |               |                                                                               |
|  |                                      |  |                                   |                                   |                    |  |                 |               |               | 197 подтвержденных и 98 ожидающих подтверждения видов и инфравидовых таксонов |
|  |                                      |  |                                   | порядок Астроцветные              |                    |  |                 |               | род Козелец   |                                                                               |
|  |                                      |  |                                   | порядок Астроцветные              |                    |  |                 |               | род Козелец   |                                                                               |
|  | отдел Цветковые, или Покрытосеменные |  |                                   |                                   | семейство Астровые |  |                 |               |               |                                                                               |
|  | отдел Цветковые, или Покрытосеменные |  |                                   |                                   |                    |  |                 |               |               |                                                                               |
|  |                                      |  | ещё 63 порядка цветковых растений | ещё 63 порядка цветковых растений |                    |  |                 | ещё 1804 рода | ещё 1804 рода |                                                                               |
|  |                                      |  |                                   | ещё 63 порядка цветковых растений |                    |  |                 |               | ещё 1804 рода |                                                                               |

## Виды
Некоторые из них:
- Scorzonera acanthoclada Franch. — Козелец колючеветвистый
- Scorzonera alaica Lipsch. — Козелец алайский
- Scorzonera albertoregelia C.Winkl. — Козелец Альберта Регеля
- Scorzonera albicaulis Bunge — Козелец белостебельчатый
- Scorzonera austriaca Willd. — Козелец австрийский
- Scorzonera baldshuanica Lipsch. — Козелец бальджуанский
- Scorzonera bicolor Freyn & Sint. — Козелец двуцветный
- Scorzonera biebersteinii Lipsch. — Козелец Биберштейна
- Scorzonera bracteosa C.Winkl. — Козелец прицветничный
- Scorzonera chantavica Pavlov — Козелец хантавский
- Scorzonera circumflexa Krasch. & Lipsch. — Козелец завитой
- Scorzonera crassifolia Krasch. & Lipsch. — Козелец толстолистный
- Scorzonera crispa M.Bieb. — Козелец курчавый
- Scorzonera czerepanovii Kamelin ex Czerep. — Козелец Черепанова
- Scorzonera ensifolia M.Bieb. — Козелец мечелистный
- Scorzonera ferganica Krasch. — Козелец ферганский
- Scorzonera filifolia Boiss. — Козелец нителистный
- Scorzonera franchetii Lipsch. — Козелец Франше
- Scorzonera gageoides Boiss. — Козелец гусинолуковый
- Scorzonera glabra  Rupr.  — Козелец голый
- Scorzonera gracilis Lipsch. — Козелец изящный
- Scorzonera hispanica L. — Козелец испанский
- Scorzonera hissarica C.Winkl. — Козелец гиссарский
- Scorzonera humilis L. typus — Козелец низкий
- Scorzonera ikonnikovii Krasch. & Lipsch. — Козелец Иконникова
- Scorzonera iliensis Krasch. — Козелец илийский
- Scorzonera inconspicua Lipsch. ex Pavlov — Козелец неприметный
- Scorzonera ketzkhowelii Sosn. ex Grossh. — Козелец Кецховели
- Scorzonera kozlowskyi Sosn. ex Grossh. — Козелец Козловского
- Scorzonera kuhistanica Popov — Козелец кугистанский
- Scorzonera laciniata L. — Козелец разрезной
- Scorzonera latifolia (Fisch. & C.A.Mey.) DC. — Козелец широколистный
- Scorzonera leptophylla (DC.) Grossh. — Козелец тонколистный
- Scorzonera lipskyi Lipsch. — Козелец Липского
- Scorzonera litwinowii Krasch. & Lipsch. — Козелец Литвинова
- Scorzonera mollis M.Bieb. — Козелец мягкий
- Scorzonera mongolica Maxim. — Козелец монгольский
- Scorzonera ovata Trautv. — Козелец яйцевидный
- Scorzonera papposa DC. — Козелец крупнохохолковый
- Scorzonera parviflora Jacq. — Козелец мелкоцветковый
- Scorzonera petrovii Lipsch. — Козелец Петрова
- Scorzonera pratorum (Krasch.) Stankov — Козелец лугов
- Scorzonera pseudodivaricata Lipsch. — Козелец ложнорастопыренный
- Scorzonera pubescens DC. — Козелец опушённый
- Scorzonera pulchra Lomakin — Козелец красивый
- Scorzonera raddeana C.Winkl. — Козелец Радде
- Scorzonera radiata Fisch. — Козелец лучистый
- Scorzonera ramosissima DC. — Козелец многоветвистый
- Scorzonera rigida Aucher ex DC. — Козелец твёрдый
- Scorzonera safievii Grossh. — Козелец Сафиева
- Scorzonera sericeo-lanata (Bunge) Krasch. & Lipsch. — Козелец шелковистошерстистый
- Scorzonera songarica (Kar. & Kir.) Lipsch. & Vassilcz. — Козелец джунгарский
- Scorzonera stricta Hornem. — Козелец торчащий
- Scorzonera subacaulis (Regel) Lipsch. — Козелец почти-бесстебельный
- Scorzonera tadshikorum Krasch. & Lipsch. — Козелец таджиков
- Scorzonera tau-saghyz Lipsch. & G.G.Bosse — Тау-сагыз
- Scorzonera tragopogonoides Regel & Schmalh. — Козелец козлобородниковый
- Scorzonera transiliensis Popov — Козелец заилийский
- Scorzonera tuberosa Pall. — Козелец клубненосный
- Scorzonera turkestanica Franch. — Козелец туркестанский